# Vrouwen Eredivisie 2020/21
De Eredivisie 2020/21 is het tiende seizoen van deze competitie. Het is de hoogste vrouwenvoetbalafdeling die door de KNVB wordt georganiseerd. De competitie bestaat uit acht teams. Vanaf dit seizoen zendt FOX Sports de wedstrijd die op zondagmiddag gespeeld wordt live uit. NOS Studio Sport zendt op zondagavond een samenvatting van diezelfde wedstrijd uit.
Een week voor aanvang van de competitie veranderde de Eredivisie Vrouwen de naam in Vrouwen Eredivisie, samen met een nieuw logo.

## Deelnemende teams
| Club          | Plaats     | Stadion                    | Train(st)er                                                             |
| ------------- | ---------- | -------------------------- | ----------------------------------------------------------------------- |
| ADO Den Haag  | Den Haag   | Cars Jeans Stadion         | Sjaak Polak                                                             |
| AFC Ajax      | Amsterdam  | De Toekomst                | Danny Schenkel                                                          |
| VV Alkmaar    | Alkmaar    | Robonsbosweg               | Corina Dekker                                                           |
| Excelsior     | Rotterdam  | Van Donge & De Roo Stadion | Richard Mank                                                            |
| sc Heerenveen | Heerenveen | Skoatterwâld               | Roeland ten Berge                                                       |
| PEC Zwolle    | Zwolle     | MAC³PARK stadion           | Joran Pot                                                               |
| PSV           | Eindhoven  | De Herdgang                | Sander Luiten (Tot 25 november) Rick de Rooij (a.i.) (Vanaf 2 december) |
| FC Twente     | Enschede   | Het Diekman                | Tommy Stroot                                                            |

## Reguliere competitie

### Eindstand
| Pos | Team         | Wed | W  | G | V  | Ptn | DV | DT | +/− | Kwalificatie                        |
| --- | ------------ | --- | -- | - | -- | --- | -- | -- | --- | ----------------------------------- |
| 1   | Twente       | 14  | 10 | 2 | 2  | 32  | 46 | 14 | +32 | Kwalificatie voor Kampioensgroep    |
| 2   | PSV          | 14  | 10 | 1 | 3  | 31  | 33 | 14 | +19 | Kwalificatie voor Kampioensgroep    |
| 3   | Ajax         | 14  | 10 | 1 | 3  | 31  | 28 | 10 | +18 | Kwalificatie voor Kampioensgroep    |
| 4   | ADO Den Haag | 14  | 5  | 5 | 4  | 20  | 21 | 16 | +5  | Kwalificatie voor Kampioensgroep    |
| 5   | PEC Zwolle   | 14  | 4  | 4 | 6  | 16  | 16 | 24 | −8  | Kwalificatie voor Plaatseringsgroep |
| 6   | Heerenveen   | 14  | 3  | 3 | 8  | 12  | 21 | 30 | −9  | Kwalificatie voor Plaatseringsgroep |
| 7   | Alkmaar      | 14  | 2  | 3 | 9  | 9   | 15 | 41 | −26 | Kwalificatie voor Plaatseringsgroep |
| 8   | Excelsior    | 14  | 1  | 3 | 10 | 6   | 8  | 39 | −31 | Kwalificatie voor Plaatseringsgroep |

### Uitslagen
| Thuis \ Uit  | ADO | AJA | ALK | EXC | HEE | PEC | PSV | TWE |
| ------------ | --- | --- | --- | --- | --- | --- | --- | --- |
| ADO Den Haag |     | 0–3 | 2–2 | 1–0 | 3–1 | 3–0 | 1–1 | 0–0 |
| Ajax         | 1–0 |     | 1–0 | 1–0 | 1–1 | 0–1 | 2–0 | 3–1 |
| Alkmaar      | 1–4 | 0–4 |     | 1–1 | 4–3 | 0–3 | 1–2 | 0–4 |
| Excelsior    | 2–2 | 1–4 | 0–3 |     | 0–2 | 2–1 | 0–6 | 0–3 |
| Heerenveen   | 3–3 | 1–2 | 3–2 | 3–0 |     | 0–1 | 1–2 | 2–6 |
| PEC Zwolle   | 1–0 | 1–4 | 0–0 | 2–2 | 1–1 |     | 0–1 | 1–4 |
| PSV          | 1–0 | 2–1 | 5–1 | 3–0 | 2–0 | 5–2 |     | 1–2 |
| Twente       | 0–2 | 2–1 | 9–0 | 7–0 | 3–0 | 2–2 | 3–2 |     |

## Play-offs

### Kampioensgroep

#### Eindstand
| Pos | Team         | Wed | W | G | V | SP | Ptn | DV | DT | +/− | Kwalificatie                           |
| --- | ------------ | --- | - | - | - | -- | --- | -- | -- | --- | -------------------------------------- |
| 1   | Twente (K)   | 6   | 4 | 1 | 1 | 16 | 29  | 8  | 5  | +3  | 1e ronde UEFA Women's Champions League |
| 2   | PSV          | 6   | 4 | 0 | 2 | 16 | 28  | 16 | 9  | +7  | 1e ronde UEFA Women's Champions League |
| 3   | Ajax         | 6   | 3 | 0 | 3 | 16 | 25  | 12 | 11 | +1  |                                        |
| 4   | ADO Den Haag | 6   | 0 | 1 | 5 | 10 | 11  | 6  | 17 | −11 |                                        |

#### Uitslagen
| Thuis \ Uit  | ADO | AJA | PSV | TWE |
| ------------ | --- | --- | --- | --- |
| ADO Den Haag |     | 3–5 | 0–2 | 1–1 |
| Ajax         | 2–0 |     | 3–2 | 1–2 |
| PSV          | 6–2 | 3–1 |     | 2–1 |
| Twente       | 1–0 | 1–0 | 2–1 |     |

### Plaatseringsgroep

#### Eindstand
| Pos | Team       | Wed | W | G | V | SP | Ptn | DV | DT | +/− |
| --- | ---------- | --- | - | - | - | -- | --- | -- | -- | --- |
| 1   | Heerenveen | 6   | 3 | 3 | 0 | 6  | 18  | 11 | 8  | +3  |
| 2   | PEC Zwolle | 6   | 2 | 3 | 1 | 8  | 17  | 12 | 7  | +5  |
| 3   | Excelsior  | 6   | 1 | 3 | 2 | 3  | 9   | 7  | 9  | −2  |
| 4   | Alkmaar    | 6   | 0 | 3 | 3 | 5  | 8   | 10 | 16 | −6  |

#### Uitslagen
| Thuis \ Uit | ALK | EXC | HEE | PEC |
| ----------- | --- | --- | --- | --- |
| Alkmaar     |     | 0–0 | 3–3 | 3–3 |
| Excelsior   | 3–2 |     | 2–3 | 1–1 |
| Heerenveen  | 2–1 | 1–1 |     | 1–0 |
| PEC Zwolle  | 5–1 | 2–0 | 1–1 |     |

## Statistieken

### Topscorers
| Pos. | Speler                      | Club         | Wed | Goal | Gescoord met penalty | Gem  |
| ---- | --------------------------- | ------------ | --- | ---- | -------------------- | ---- |
| 01.  | Joëlle Smits                | PSV          | 18  | 23   | 04                   | 1.28 |
| 02.  | Renate Jansen               | Twente       | 20  | 12   | 0                    | 0.6  |
| 03.  | Fenna Kalma                 | Twente       | 20  | 11   | 01                   | 0.55 |
| 04.  | Anna-Lena Stolze            | Twente       | 18  | 10   | 0                    | 0.56 |
| 05.  | Nikita Tromp                | Ajax         | 19  | 09   | 02                   | 0.47 |
| 06.  | Nikee van Dijk              | Heerenveen   | 15  | 07   | 0                    | 0.47 |
| 06.  | Jaimy Ravensbergen          | ADO Den Haag | 17  | 07   | 0                    | 0.41 |
| 08.  | Vanity Lewerissa            | Ajax         | 12  | 06   | 0                    | 0.5  |
| 08.  | Marjolijn van den Bighelaar | Ajax         | 14  | 06   | 02                   | 0.43 |
| 08.  | Chimera Ripa                | Alkmaar      | 19  | 06   | 0                    | 0.32 |
| 08.  | Kirsten van de Westeringh   | Heerenveen   | 19  | 06   | 0                    | 0.32 |
| 08.  | Sanne Koopman               | Alkmaar      | 19  | 06   | 0                    | 0.32 |
| 08.  | Dominique Bruinenberg       | PEC Zwolle   | 19  | 06   | 03                   | 0.32 |

### Hat-tricks(+)
| Rnd. | Speler              | Club   | Goals                  | Datum           | Thuis      | Uitslag | Uit          |
| ---- | ------------------- | ------ | ---------------------- | --------------- | ---------- | ------- | ------------ |
| 5    | Joëlle Smits        | PSV    | 31', 40', 43'          | 1 november 2020 | Excelsior  | 0 – 6   | PSV          |
| 5    | Kayleigh van Dooren | PSV    | 68', 78', 90'          | 1 november 2020 | Excelsior  | 0 – 6   | PSV          |
| 12   | Fenna Kalma         | Twente | 55', 65', 69'          | 12 maart 2021   | Heerenveen | 2 – 6   | Twente       |
| 13   | Anna-Lena Stolze    | Twente | 1', 26', 38', 47', 51' | 21 maart 2021   | Twente     | 9 – 0   | Alkmaar      |
| 4 PO | Joëlle Smits        | PSV    | 32', 45+3', 78'        | 14 mei 2021     | PSV        | 6 – 2   | ADO Den Haag |

### Assists
| Pos. | Speler             | Club         | Wed | Assist | Gem  |
| ---- | ------------------ | ------------ | --- | ------ | ---- |
| 1.   | Renate Jansen      | Twente       | 20  | 13     | 0.65 |
| 2.   | Fenna Kalma        | Twente       | 20  | 06     | 0.3  |
| 3.   | Sanne Koopman      | Alkmaar      | 19  | 05     | 0.26 |
| 3.   | Emmeke Henschen    | Alkmaar      | 20  | 05     | 0.25 |
| 5.   | Vanity Lewerissa   | Ajax         | 12  | 04     | 0.33 |
| 5.   | Jannette van Belen | ADO Den Haag | 17  | 04     | 0.24 |
| 5.   | Lynn Wilms         | Twente       | 17  | 04     | 0.24 |
| 5.   | Kely Pruim         | PEC Zwolle   | 18  | 04     | 0.22 |
| 5.   | Marisa Olislagers  | Twente       | 18  | 04     | 0.22 |
| 5.   | Marushka van Olst  | PEC Zwolle   | 18  | 04     | 0.22 |
| 5.   | Bente Jansen       | Twente       | 19  | 04     | 0.21 |